# Podocarpus
Podocarpus é um género de conífera pertencente à família Podocarpaceae.

## Espécies
- Subgénero Podocarpus
  - secção Podocarpus (África ocidental e do sul)
    - Podocarpus elongatus
    - Podocarpus latifolius

  - secção Scytopodium (Madagáscar, África ocidental)
    - Podocarpus capuronii
    - Podocarpus henkelii
    - Podocarpus humbertii
    - Podocarpus madagascariensis
    - Podocarpus rostratus

  - secção Australis (sul da Austrália, Nova Zelândia, Nova Caledónia, Chile)
    - Podocarpus alpinus
    - Podocarpus cunninghamii
    - Podocarpus gnidioides
    - Podocarpus lawrencei
    - Podocarpus nivalis
    - Podocarpus nubigenus
    - Podocarpus totara

  - secção Crassiformis (Queensland)
    - Podocarpus smithii

  - secção Capitulatis (Chile, Brasil,  Andes,  Argentina,  Equador)
    - Podocarpus glomeratus
    - Podocarpus lambertii
    - Podocarpus parlatorei
    - Podocarpus salignus
    - Podocarpus sellowii
    - Podocarpus sprucei
    - Podocarpus transiens

  - secção Pratensis (sul do México,  Guianas e Peru)
    - Podocarpus oleifolius
    - Podocarpus pendulifolius
    - Podocarpus tepuiensis

  - secção Lanceolatis (sul do México, Antilhas, Venezuela e Bolívia)
    - Podocarpus coriaceus
    - Podocarpus matudai
    - Podocarpus rusbyi
    - Podocarpus salicifolius
    - Podocarpus steyermarkii

  - secção Pumilis (Ilhas das Caraíbas, Guianas)
    - Podocarpus angustifolius
    - Podocarpus aristulatus
    - Podocarpus buchholzii
    - Podocarpus roraimae
    - Podocarpus urbanii

  - secção Nemoralis (América do Sul -  região central e norte)
    - Podocarpus brasiliensis - Pinheiro-do-brejo [2]
    - Podocarpus celatus
    - Podocarpus guatemalensis
    - Podocarpus magnifolius
    - Podocarpus purdieanus
    - Podocarpus trinitensis

- Subgénero Foliolatus
  - secção Foliolatus (Nepal, Sumatra, Filipinas, Nova Guiné e Tonga)
    - Podocarpus archboldii
    - Podocarpus beecherae
    - Podocarpus borneensis
    - Podocarpus deflexus
    - Podocarpus insularis
    - Podocarpus levis
    - Podocarpus neriifolius
    - Podocarpus novae-caledoniae
    - Podocarpus pallidus
    - Podocarpus rubens
    - Podocarpus spathoides

  - secção Acuminatus (norte de Queensland, Nova Guiné, Bornéu)
    - Podocarpus dispermus
    - Podocarpus ledermannii
    - Podocarpus micropedunculatis

  - secção Globulus (Taiwan, Vietname, Sumatra, Bornéu e Nova Caledónia)
    - Podocarpus annamiensis
    - Podocarpus globulus
    - Podocarpus lucienii
    - Podocarpus nakai
    - Podocarpus sylvestris
    - Podocarpus teysmannii

  - secção Longifoliolatus (Sumatra, Bornéu e Ilhas Fiji)
    - Podocarpus atjehensis
    - Podocarpus bracteatus
    - Podocarpus confertus
    - Podocarpus decumbens
    - Podocarpus degeneri
    - Podocarpus gibbsii
    - Podocarpus longifoliolatus
    - Podocarpus polyspermus
    - Podocarpus pseudobracteatus
    - Podocarpus salomoniensis

  - secção Gracilis (sul da China, Malásia até Ilhas Fiji)
    - Podocarpus affinis
    - Podocarpus glaucus
    - Podocarpus lophatus
    - Podocarpus pilgeri
    - Podocarpus rotundus

  - secção Macrostachyus (sul da Ásia até à Nova Guiné)
    - Podocarpus brassii
    - Podocarpus brevifolius
    - Podocarpus costalis
    - Podocarpus crassigemmis
    - Podocarpus tixieri

  - secção Rumphius (Hainan, sul da Malásia até Queensland)
    - Podocarpus grayii
    - Podocarpus laubenfelsii
    - Podocarpus rumphii

  - secção Polystachyus (sul da China e Japão, Malásia,  Nova Guiné e norte da Austrália)
    - Podocarpus chinensis
    - Podocarpus chingianus
    - Podocarpus elatus
    - Podocarpus fasciculus
    - Podocarpus macrocarpus
    - Podocarpus macrophyllus
    - Podocarpus polystachyus
    - Podocarpus ridleyi
    - Podocarpus subtropicalis

  - secção Spinulosus (zonas costeiras do sudeste e sudoeste da Austrália)
    - Podocarpus drouynianus
    - Podocarpus spinulosus